# Stor-Jättsjön
Stor-Jättsjön är en sjö i Härjedalens kommun och Ljusdals kommun i Hälsingland och ingår i Ljusnans huvudavrinningsområde. Sjön har en area på 2,13 kvadratkilometer och ligger 383,4 meter över havet. Sjön avvattnas av vattendraget Jättån.

## Delavrinningsområde
Stor-Jättsjön ingår i det delavrinningsområde (686396-144519) som SMHI kallar för Utloppet av Stor-Jättsjön. Medelhöjden är 457 meter över havet och ytan är 28,36 kvadratkilometer. Det finns inga avrinningsområden uppströms utan avrinningsområdet är högsta punkten. Jättån som avvattnar avrinningsområdet har biflödesordning 4, vilket innebär att vattnet flödar genom totalt 4 vattendrag innan det når havet efter 203 kilometer. Avrinningsområdet består mestadels av skog (70 procent). Avrinningsområdet har 2,12 kvadratkilometer vattenytor vilket ger det en sjöprocent på 7,5 procent.